# Fuerte San Fernando de Tenquehuén

Mapa de la zona.

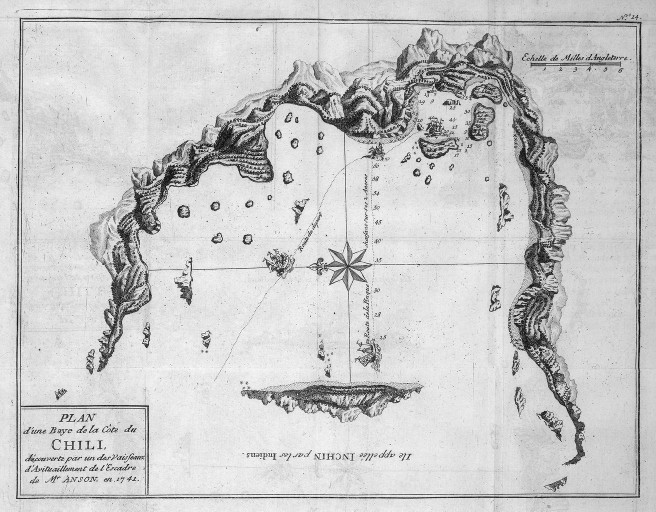
Plano con el que Anson relata la estadía del Ana en la isla "Inchin", que según el se encontraba a una latitud de 45°30'S.

El fuerte San Fernando de Tenquehuén fue un reducto fortificado ubicado sobre la isla de Caychilu (Aychilu) levantado por Mateo Abraham Evrard en octubre de 1750 con el fin de asegurar las posesiones coloniales españolas en las costas del sur de Chiloé para prevenir la ocupación inglesa de territorios res nullius. El fuerte permaneció ocupado solo 18 meses: 151  y fue abandonado cuando las autoridades coloniales convencieron a la metrópolis de la imposibilidad de avituallamiento regular a una zona inhóspita con inclementes tormentas.
Diferentes fuentes históricas transcriben en forma diferente los nombres pingue Ana (Anna Pink, pingüe Ana), isla Aychilu (Caychilu), lugar Inche, (Inchin).

## Contexto
En el contexto de la guerra del Asiento (1739-1748) entre España e Inglaterra cruzó hacia el océano Pacífico una expedición inglesa con el fin de atacar las colonias americanas. Durante el cruce, la flotilla sufrió importantes pérdidas y dos de sus naves, separadamente y sin conocimiento mutuo, buscaron resguardo en las costas al sur de Chiloé, el más austral de los poblados españoles.
Uno de los navíos fue el HMS Wager que encalló y posteriormente se hundió frente a la isla que hoy lleva su nombre. Allí ocurrió el motín del HMS Wager.
El otro fue el pingue Ana, una nave contratada por la Royal Navy para transporte. La nave permaneció tres meses frente a una costa que según Anson, una vez regresado a Londres, ofrecía provisiones frescas, como peces, mariscos, aves y apios silvestres, y excelente agua en sus arroyos. La isla que protegía la costa fue llamada Inchin por los  ingleses, lo que en la metropolis española se transcribió como "Inche".: 144 
La primera noticia que se conoció en Chiloé fue la llegada de los náufragos ingleses del HMS Wager en 1743 tras lo cual se envió la expedición de Mateo Abraham Evrard a la isla Wager al lugar del naufragio. Años después, en 1748, se supo desde Londres a través de la publicación de un libro por Anson, que el pingue Ana también había estado en la región. Fue entonces que el rey de España ordenó en 1749 construir sendos fuertes en la isla Juan Fernández y en la isla "Inche", pero dejando a criterio del gobernador de Chiloé el lugar y el momento preciso para el fuerte en la costa patagónica.
El 24 de marzo de 1750 desembarcaron desde la fragata Esperanza un total de 255 personas en Juan Fernández, pero un año más tarde, lo obrado fue destruido por un Tsunami, el 24 de mayo de 1751.: 146 
Antonio Narciso de Santa María, gobernador de la isla de Chiloé, recibió finalmente la orden en febrero de 1750 y dispuso que un perito navegante hiciese las indagaciones ad hoc pertinentes, pudiendo informar sobre las insuperables dificultades de cualquier europeo para sobrevivir en las islas y la indiferencia entre indígenas y españoles en la zona. También informo que no había tal isla "Inche" en la zona y que los ingleses del Ana habían anclado frente a la isla Tenquehuén y que la tierra firme en esa zona estaba distante 20 leguas (120 km), y era de cordilleras nevadas por lo que era imposible un asentamiento allí, a no ser que existiese un paso hacia el interior, que hasta ahora era desconocido.: 148 

## Fundación del fuerte
Debido a la demora de la fragata Esperanza, el ayudante del gobernador, Manuel Brizuela, realizó la travesía entre el 21 de marzo y el 11 de junio de 1750 y en un acto solemne, tomaron posesión de la isla de Tenquehuen, donde había estado el pingue Ana, y se enterró una cruz grande con el escudo de armas de León y Castilla, para acreditar la posesión del monarca hispano. 
Sin embargo, la isla no ofrecía terreno adecuado y habitable, por lo que levantaron un fuerte o mejor dicho un refugio en la isla Caychilu, "que está a la vista del puerto donde ancló el pingüe inglés”. La toponimia actual no registra tal nombre sino una isla Auchilu, al más al norte pero cercana a la isla Tenquehuén, dejando solo al soldado Pedro Sánchez Navarro y al cacique de la reducción de Abtao, Diego Llayquen en el fuerte.
Cuatro meses más tarde se envió a Mateo Abraham Evrard a Caychilu quien construyó el fuerte de madera y dejó allí a su alférez, seis soldados, dos caciques de Calbuco y un chono práctico, con una piragua por seis meses.
Posteriormente se ordenó retirar la guarnición y destruir el fuerte por "por ser el lugar incapaz de que se mantuviese allí guarnición por lo rígido e irregular del temperamento".: 151 